# خوسيه مارسيلو ألفاريز
خوسيه مارسيلو ألفاريز (بالإسبانية: José Marcelo Álvarez)‏ هو مبارز بالسيف باراغواياني، ولد في 24 ديسمبر 1975.

## وصلات خارجية
- خوسيه مارسيلو ألفاريز على موقع أوليمبيديا (الإنجليزية)